# Getúlio (calciatore 1997)
Getúlio Wandelly Silva Timoteo, noto semplicemente come Getúlio (Major Isidoro, 10 giugno 1997), è un calciatore brasiliano, attaccante della Chapecoense in prestito dal Tombense.

## Caratteristiche tecniche
È un centravanti.

## Carriera
Cresciuto nel settore giovanile dell'Avaí, ha esordito in prima squadra il 21 gennaio 2018 disputando l'incontro del Campionato Catarinense vinto 2-1 contro il Joinville.

## Statistiche
Statistiche aggiornate al 12 maggio 2019.

### Presenze e reti nei club
| Stagione        | Squadra         | Campionato      | Campionato | Campionato | Coppe nazionali | Coppe nazionali | Coppe nazionali | Coppe continentali | Coppe continentali | Coppe continentali | Altre coppe | Altre coppe | Altre coppe | Totale | Totale | Totale |
| Stagione        | Squadra         | Comp            | Pres       | Reti       | Comp            | Pres            | Reti            | Comp               | Pres               | Reti               | Comp        | Pres        | Reti        | Pres   | Reti   |        |
| --------------- | --------------- | --------------- | ---------- | ---------- | --------------- | --------------- | --------------- | ------------------ | ------------------ | ------------------ | ----------- | ----------- | ----------- | ------ | ------ | ------ |
| 2018            | Avaí            | PD/SC+B         | 12+27      | 4+7        | CB              | 5               | 0               |                    | -                  | -                  |             | -           | -           | 44     | 11     |        |
| 2019            | Avaí            | PD/SC+A         | 18+4       | 6+0        | CB              | 4               | 1               |                    | -                  | -                  |             | -           | -           | 26     | 7      |        |
| Totale carriera | Totale carriera | Totale carriera | 61         | 17         |                 | 9               | 1               |                    | -                  | -                  |             | -           | -           | 70     | 18     |        |

## Palmarès

### Club

#### Competizioni nazionali
- Coppa dell'Imperatore: 1

Ventforet Kofu: 2022